# Période constitutionnelle transitoire
La période constitutionnelle transitoire en Italie est la période comprise entre le 25 juillet 1943 et le 1er janvier 1948, c'est-à-dire la période qui, après la chute du gouvernement fasciste, voit la naissance du royaume du Sud et de la République constitutionnelle. Les historiens[Qui ?] la découpent souvent en plusieurs sous-phases.

## Histoire

### La chute du régime fasciste

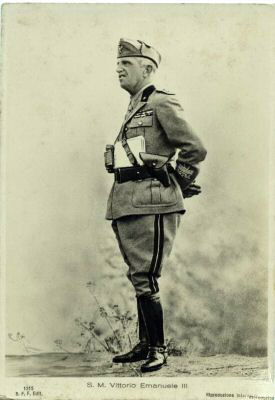
Le roi Vittorio Emanuele III

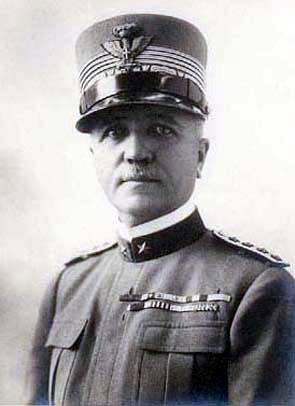
Pietro Badoglio

Lors de la Seconde Guerre mondiale, le débarquement allié en Sicile laisse présager une défaite militaire et la fin du consensus qui fondait le régime fasciste. Une fraction se crée au sein même du Grand Conseil du fascisme, et, le 25 juillet 1943, Dino Grandi présente un ordre du jour demandant au Roi de prendre, "avec le commandement effectif des forces armées de terre, de mer et de l'air", "cette initiative décisionnelle suprême" que reconnaissait l'article 5 du Statut albertin. Le Grand Conseil l'approuve.
Le souverain accepte cette invitation. Il fait arrêter Mussolini, puis nomme le général Badoglio à la tête du gouvernement. Badoglio annonce la poursuite de la guerre, l'abrogation des réformes fascistes aux institutions du XIXe siècle — Socialisation fasciste, Tribunal spécial — et promet de nouvelles élections dans les quatre mois qui suivront la fin du conflit. Il maintient l'interdiction de créer des partis politiques. Le 5 août 1943, la Chambre des Faisceaux et des Corporations est abolie, tandis que le Sénat du royaume d'Italie reste en fonction.

### Le "royaume du Sud" et les premiers actes politiques
Après l'armistice de Cassibile le 8 septembre (qui se traduit par une déclaration de non-belligérance et la dénonciation de l'alliance avec l'Allemagne nazie), le roi et le gouvernement Badoglio quittent Rome (où les forces allemandes sont présentes) pour Brindisi (libérée du contrôle nazi et non encore atteinte par l'avancée des Anglo-Américains). Les forces armées sont désorganisées et le pays se retrouve divisé en deux : le royaume du Sud, déjà libéré par les Alliés, officiellement sous la souveraineté des Savoie, et la République sociale italienne (Repubblica Sociale Italiana - RSI), dans les régions encore occupées par les nazis, officiellement dirigée par Mussolini.
Le premier acte politique du gouvernement installé à Brindisi a été l'approbation et la signature de ce que l'on appelle le long armistice. Ce document, signé par Badoglio à bord du cuirassé HMS Nelson (28) au mouillage à Malte le 29 septembre 1943, représente une intégration détaillée des principes généraux énoncés par le court armistice signé à Cassibile le 3 septembre. Tout en appliquant le principe de la reddition sans condition, les Alliés s'engagent à assouplir les conditions de la reddition en fonction de l'aide que l'Italie apportera dans la lutte contre les nazis.
Ce n'est que le 13 octobre que le gouvernement déclare la guerre à l'Allemagne, un acte convenu par Badoglio avec les Alliés dans le cadre du Long Armistice, et remis à l'ambassade d'Allemagne à Madrid. D'un point de vue politique, cette déclaration était très importante car elle plaçait l'Italie au sein des forces alliées, bien qu'avec le statut de cobelligérant et le statut de "combattant" pour les soldats italiens, contre les Allemands, qui avaient déjà effectué des fusillades contre eux, comme celles du massacre de Céphalonie.

### La délégitimation du pouvoir royal
D'un point de vue juridique, rien n'avait changé, mais d'un point de vue substantiel, le pouvoir du monarque avait pris fin en raison de la division du territoire national en zones distinctes, toutes deux soustraites à la "regia potestas" pour des raisons différentes: le Nord et le centre de l'Italie, y compris Rome, la capitale, étaient en fait, par le biais du RSI, sous le contrôle de fer des nazis, dans le Sud, les conditions de l'armistice avaient privé le roi du pouvoir légal et de la souveraineté de facto, en raison des limitations découlant de l'armistice. Face à cette délégitimation du pouvoir royal, les partis italiens s'affirment donc comme de nouveaux sujets politiques, reconstitués malgré le maintien formel de l'interdiction, et s'unissent dans le Comité de libération nationale (Comitato di Liberazione Nazionale - CLN) : le Partito Comunista Italiano (Parti communiste italien), le Partito Socialista Italiano di Unità Proletaria (Parti socialiste italien de l'unité prolétarienne), la Democrazia del Lavoro (Démocratie du travail), le Partito d'Azione (Parti de l'action), les Democrazia Cristiana (démocrates-chrétiens) et le Partito Liberale Italiano (Parti libéral italien), qui forment ce qu'on appelle l'"exarchie".
Le CLN s'affirme également sur la scène internationale comme un sujet complexe et multiforme, candidat à l'hégémonie politique du pays avec le Congrès de Bari (28-29 janvier 1944), dans lequel les partis adhérents demandent à l'unanimité l'abdication du Roi et la composition d'un gouvernement avec les pleins pouvoirs et la participation des six partis, pour faire face à la guerre et "afin de préparer avec une garantie d'impartialité et de liberté la convocation d'une Assemblée constituante dès la fin des hostilités".

### Compétences territoriales
À partir du 19 septembre 1943, les provinces des Pouilles de Bari, Brindisi, Lecce et Tarente et la Sardaigne sont reconnues comme indépendantes et confiées au gouvernement de Badoglio, mais sous le contrôle strict de la Commission de contrôle alliée, tandis que le reste de la péninsule et la Sicile restent sous le contrôle du gouvernement militaire allié des territoires occupés (AMGOT). Ce n'est que le 11 février 1944 que les Alliés transfèrent au gouvernement italien la juridiction de la Sicile, qui était sous administration militaire alliée depuis juillet 1943, ainsi que les provinces du sud de l'Italie déjà occupées et celles qui sont progressivement libérées. La juridiction de l'AMGOT est donc réduite à Naples, aux zones proches du front et à celles présentant un intérêt militaire particulier, tandis que le nouveau gouvernement dispose ainsi de la souveraineté sur la majeure partie de l'Italie du Sud. Par la suite, le Haut commissariat pour la Sicile a été créé, un organe directeur mis en place par le royaume d'Italie du Sud pour gouverner la Sicile cédée par l'AMGOT. En février également, Badoglio a prévu le remplacement de plusieurs de ses ministres, qui étaient restés à Rome depuis le 8 septembre, dans l'incapacité effective de gouverner.

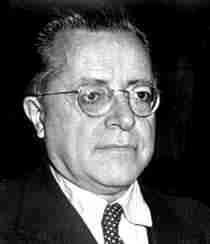
Palmiro Togliatti

### La trêve institutionnelle

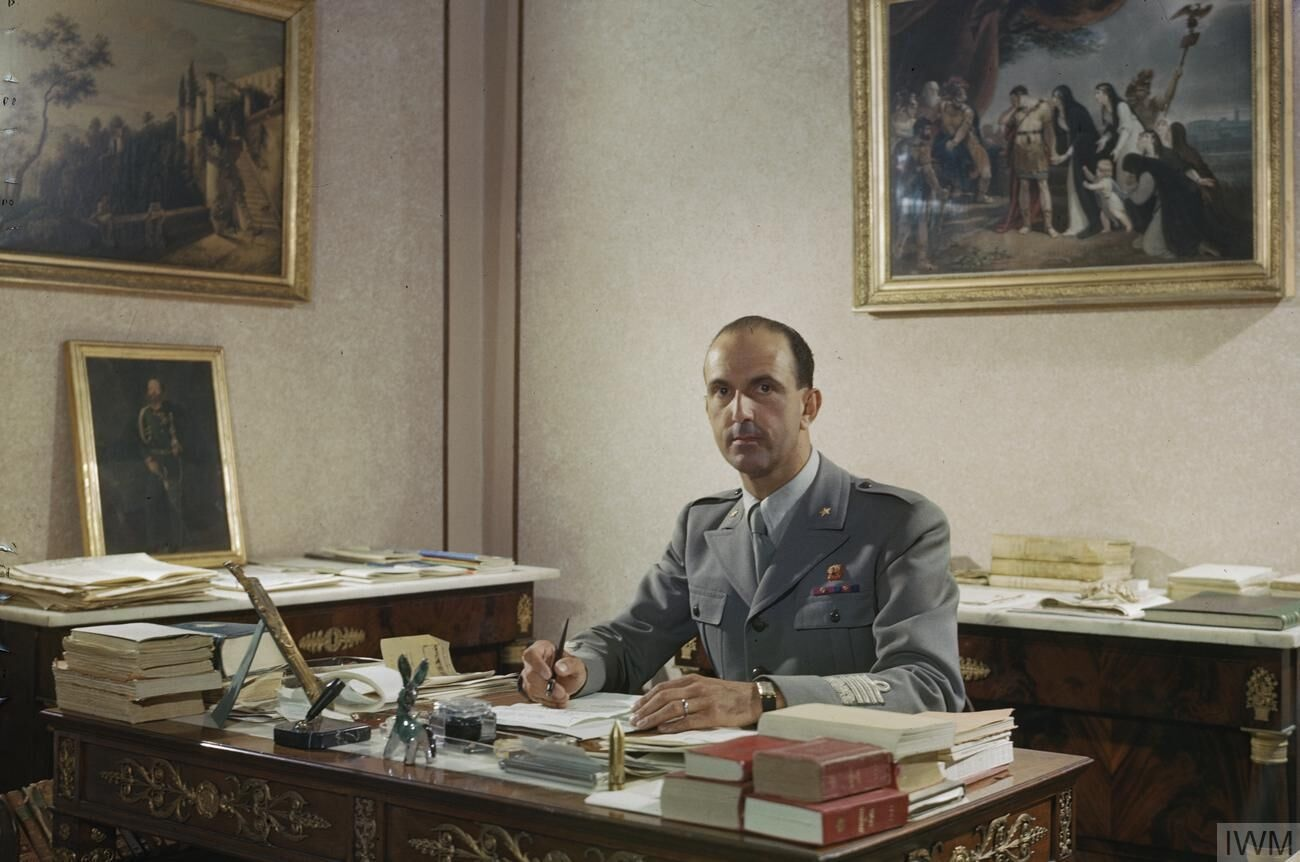
Le Prince Umberto dans son bureau à Naples en mai 1944.

En 1944, le gouvernement Badoglio est soudainement reconnu par l'Union soviétique, ce qui bouleverse à la fois les Anglo-Américains (qui ne sont pas au courant des négociations) et la gauche politique italienne, qui avait jusqu'alors une position clairement fermée vis-à-vis de la monarchie. Sous la pression de Staline, les communistes italiens acceptent de rejoindre le gouvernement et les autres partis de gauche se sentent obligés de faire de même pour ne pas être écartés du jeu politique.
C'est ainsi que se produit le fameux "svolta di Salerno" ("tournant de Salerne"): les partis politiques mettent de côté leurs sentiments antimonarchistes pour reporter la question institutionnelle à la fin de la guerre et acceptent de rejoindre un nouveau gouvernement dirigé par Badoglio; le Souverain accepte de remettre ses pouvoirs à son fils une fois Rome libérée. Le 22 avril, un nouveau gouvernement est nommé, le gouvernement Badoglio II, qui comprend tous les partis du Comité de libération, de la DC au PCI, basé à Salerne (à partir du 22 avril 1944, Salerne est le siège de l'exécutif jusqu'après la libération de Rome), près du quartier général des Alliés à Caserte. Cette proximité a également une signification politique, car les Alliés tiennent désormais le gouvernement italien en plus haute estime.

### Les gouvernements du Comité de libération
Le 4 juin 1944, avec l'entrée des troupes alliées, Rome est libérée. Vittorio Emanuele III nomme son fils Umberto II régent du Royaume (Luogotenenza del regno). Le 18 juin, un nouveau gouvernement a été nommé, avec pour président le président du Conseil des ministres Ivanoe Bonomi. Dans un premier temps, le gouvernement est toujours basé à Salerne, puis à partir du 15 juillet 1944 à Rome.

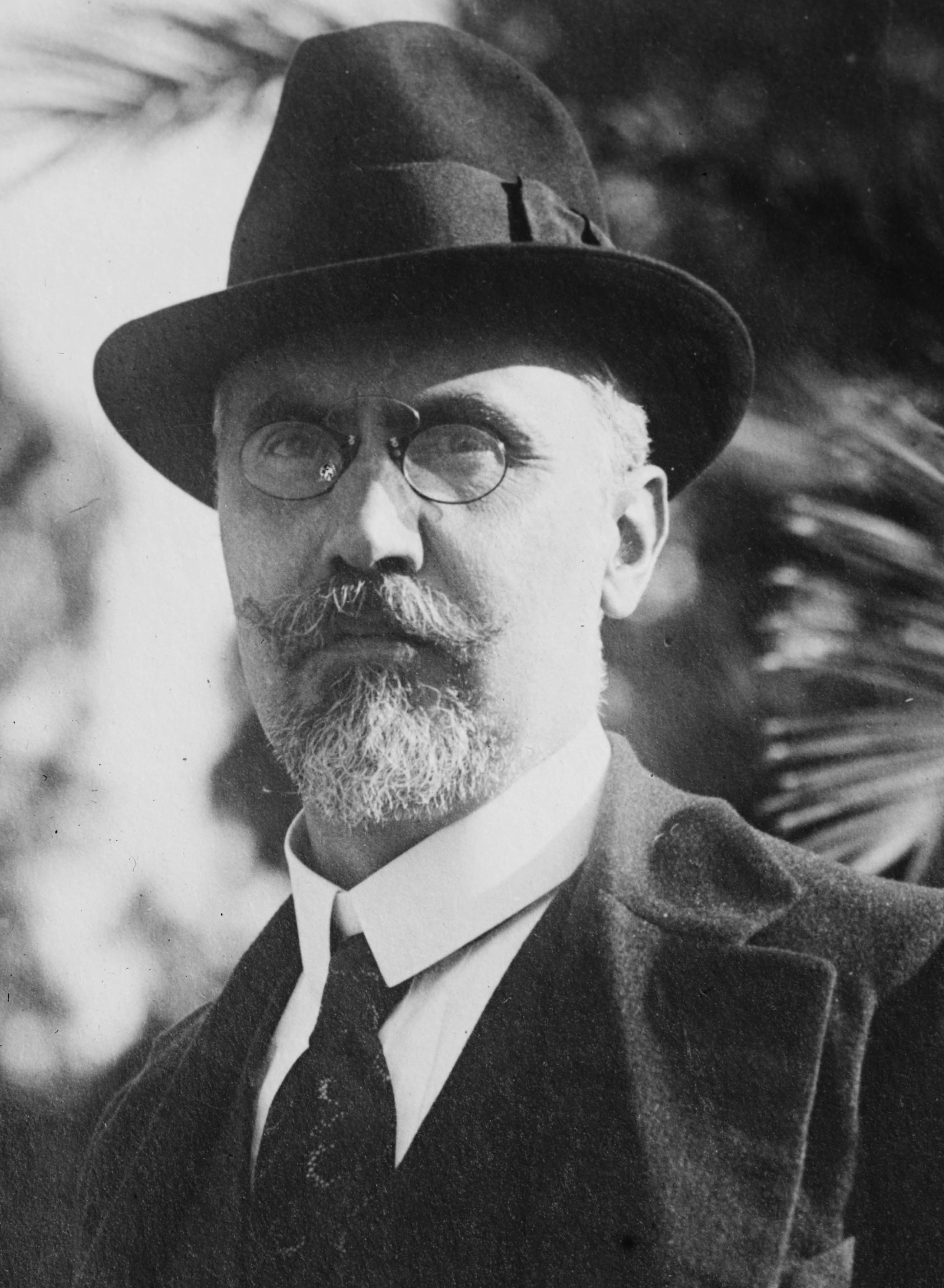
Ivanoe Bonomi

L'accord précédent entre la Couronne et le CLN a été formalisé dans le décret-loi 151/1944 de la "Luogotenenziale", dans lequel il était établi qu'à la fin de la guerre, une Assemblée constituante serait convoquée pour doter l'État d'une Constitution et résoudre la question institutionnelle. Entre-temps, les ministres s'engagent à agir sans préjudice de la résolution de la question institutionnelle.
Le gouvernement, en outre, avec ce décret, s'attribuerait la fonction législative. Le Statut du Royaume (plus connu sous le nom de Statut albertin (Statuto Albertino)) étant une constitution souple (c'est-à-dire que, ne prévoyant pas l'existence de lois constitutionnelles, il pouvait être modifié par une loi ordinaire), ce décret a donné naissance à une sorte d'ordre constitutionnel transitoire, qui a introduit une nouvelle forme de législation : le décret législatif luogotenenziale (en abrégé: d.lgs.lgt.). C'est l'un de ces décrets, en 1945, qui a reconnu le droit de vote aux femmes pour la première fois en Italie.

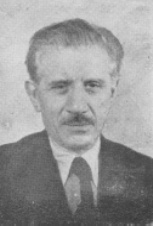
Ferruccio Parri

### Normalisation institutionnelle
Après la libération de Rome, l'Italie du Nord continue d'être contrôlée par les nazis-fascistes. Dans ces régions, les mêmes fonctions que dans le royaume du Sud sont exercées par le "Comité de libération nationale - Haute Italie" (Comitato di Liberazione Nazionale - Alta Italia (CLN-AI)), qui prend possession des zones libérées et coordonne la lutte partisane dans celles encore occupées. Pendant la transition constitutionnelle, le gouvernement confie à Vittorio Emanuele Orlando les fonctions administratives de président de la Chambre des députés du 15 juillet 1944 au 25 septembre 1945.
Avec la Libération (25 avril 1945), la quasi-totalité du territoire national passe sous l'autorité formelle du gouvernement Bonomi et la souveraineté formelle de la Couronne de Savoie. Des conflits apparaissent également entre la ligne plus attentiste du CLN et la ligne plus réformiste du CLN-AI (dans lequel les formations partisanes, et non les partis, sont représentées), ce qui conduit à la crise du cabinet Bonomi et à la nomination comme Président du Conseil, le 21 juin 1945, de Ferruccio Parri, commandant partisan du Partito d'Azione.
Ce gouvernement, bien que déchiré par les contrastes entre les partis (principalement sur la question électorale), crée un ministère de la Constituante, chargé de préparer le matériel juridique et politique sur lequel l'Assemblée pourra travailler et convoque le 25 septembre 1945 la Consulta Nazionale (assemblée législative provisoire, non élective, où sont représentés tous les partis du CLN), déjà créée le 5 avril par Bonomi mais non encore rendue opérationnelle, par laquelle il était prévu de donner un semblant de légitimité représentative aux demandes des partis du CLN.

### L'Assemblée constituante et la naissance de la République
À la fin du conflit, après avoir atteint l'objectif commun du CLN, l'accord unanime sur lequel reposaient les gouvernements de l'exarchie a été rompu. Le cabinet Parri entre en crise avec la sortie du Parti libéral de l'accord de parti (le poids politique réel de chaque force ne pouvant être mesuré par un vote, on ne peut parler de chute de la majorité, bien que l'autorité du parti soit de nature à produire des effets similaires) ; il sera remplacé (10 décembre 1945) par le premier cabinet De Gasperi.
Entre-temps, les divisions entre les partis sont devenues encore plus profondes : alors que d'une part le Parti libéral aurait voulu souligner la continuité entre le nouvel État et l'État pré-fasciste, contré dans cette intention par les nouveaux partis de masse (surtout le Parti communiste et le Parti socialiste d'unité prolétarienne, mais aussi les démocrates-chrétiens), d'autre part la gauche et les catholiques étaient divisés sur les questions électorales, et en particulier sur l'opportunité du vote obligatoire sanctionné, sur la simultanéité des élections pour l'Assemblée constituante avec les élections administratives, sur les pouvoirs mêmes de la Constituante.
Un nouvel équilibre a été enregistré à la suite de l'approbation du décret législatif luogotenentiel 98/1946, qui a établi une sorte de deuxième période constitutionnelle transitoire: le pouvoir législatif et exécutif reste entre les mains du gouvernement, mais celui-ci devra avoir la confiance de l'Assemblée constituante. Outre la rédaction de la nouvelle constitution, l'Assemblée constituante avait également pour tâche d'approuver les lois budgétaires et les traités internationaux. En fait, cependant, dans la continuité de la tradition parlementaire pré-fasciste, l'Assemblée constituante se voyait également confier par le gouvernement les questions législatives les plus importantes. Enfin, il a été établi que le chef de l'État serait soit le roi, soit un chef d'État provisoire élu à la majorité des trois cinquièmes de l'assemblée, selon que la question institutionnelle est résolue en faveur de la monarchie ou de la république.
Le décret susmentionné stipulait également que la résolution de la question institutionnelle serait confiée à un référendum, qui aurait lieu en même temps que l'élection de l'Assemblée constituante. Ces derniers seraient élus selon le système de la proportionnelle pure, et le vote serait obligatoire, mais sans sanction pour ceux qui ne se rendraient pas aux urnes.
La date des élections est fixée au 2 juin 1946. Une âpre campagne électorale a lieu, au cours de laquelle la trêve institutionnelle est rompue par Vittorio Emanuele III: le roi abdique (9 mai) en faveur de son fils, qui devient alors Umberto II roi d'Italie. De manière surprenante, le gouvernement a accueilli le nouveau souverain "sua sponte" en modifiant la formule traditionnelle qu'il utiliserait dans les actes, en supprimant la phrase "par la grâce de Dieu et la volonté de la Nation" qui précédait le titre "Roi d'Italie".
Le référendum institutionnel sanctionne la victoire de la république (12 717 923 voix, contre 10 719 284 pour la monarchie), tandis que les votes pour l'Assemblée constituante montrent une nette affirmation des partis de masse (Democrazia Cristiana, Partito Socialista d'Unità Proletaria et Partito Comunista) et une forte contraction des partis d'opinion.
Par la suite, à l'image de la division des alliés en deux blocs opposés, un contraste apparaît également dans la politique nationale entre la gauche et le centre, ce qui conduit au quatrième cabinet De Gasperi (31 mai 1947) avec lequel, avec la sortie des socialistes et des communistes, l'unité nationale prend fin : Le soi-disant "centrisme" a commencé, avec la domination politique des chrétiens-démocrates et l'affirmation de la soi-disant "conventio ad excludendum", d'abord étendue à tous les partis de gauche, puis limitée aux communistes.

## Chronologie des gouvernements de 1943 à 1946
Techniquement, tous les gouvernements de la période en question sont toujours des gouvernements du royaume d'Italie exerçant le pouvoir au nom du Roi. Le gouvernement De Gasperi I est, de facto, à la fois le dernier gouvernement royal et le premier gouvernement républicain, tandis que le premier gouvernement républicain de jure est le gouvernement De Gasperi II.
| Portrait      | Président du Conseil des ministres (Naissance-décès) | Parti                          | Gouvernement                  | Composition                        | Mandat           | Mandat                 | Législature                          | Chef d'État           |
| ------------- | ---------------------------------------------------- | ------------------------------ | ----------------------------- | ---------------------------------- | ---------------- | ---------------------- | ------------------------------------ | --------------------- |
|               | Pietro Badoglio (1871-1956)                          | -                              | Badoglio I                    | Gouvernement technocrate-militaire | 25 juillet 1943  | 22 avril 1944          | XXXe législature du royaume d'Italie | Vittorio Emanuele III |
| Badoglio II   | Pietro Badoglio (1871-1956)                          | -                              | DC; PCI; PSIUP; PLI; PdA; PdL | 22 avril 1944                      | 22 juin 1944     |                        | XXXe législature du royaume d'Italie | Vittorio Emanuele III |
|               | Ivanoe Bonomi (1873-1951)                            | Partito Democratico del Lavoro | Bonomi II                     | DC; PCI; PSIUP; PLI; PdA; PdL      | 22 juin 1944     | 12 décembre 1944       | XXXe législature du royaume d'Italie | Umberto II            |
| Bonomi III    | Ivanoe Bonomi (1873-1951)                            | Partito Democratico del Lavoro | DC; PCI; PLI; PdL             | 12 décembre 1944                   | 21 juin 1945     |                        | XXXe législature du royaume d'Italie | Umberto II            |
|               | Ferruccio Parri (1890-1981)                          | Partito d'Azione               | Parri                         | DC; PCI; PSIUP; PLI; PdA; PdL      | 21 juin 1945     | 10 décembre 1945       | Consulta Nazionale                   | Umberto II            |
|               | Alcide De Gasperi (1881-1954)                        | Democrazia Cristiana           | De Gasperi I                  | DC; PCI; PSIUP; PLI; PdA; PdL      | 10 décembre 1945 | 13 juillet 1946        | Consulta Nazionale                   | Umberto II            |
| De Gasperi II | Alcide De Gasperi (1881-1954)                        | Democrazia Cristiana           | DC; PCI; PSIUP; PRI           | 13 juillet 1946                    | 28 janvier 1947  | Assemblée constituante | Enrico De Nicola                     |                       |